# 阎立本墓
28°40′09″N 118°15′07″E / 28.66917°N 118.25194°E
阎立本墓位于中国江西省上饶市玉山县冰溪镇武安山东北麓普宁寺内，于1987年被列为江西省文物保护单位。
阎立本是唐代著名画家，雍州万年（今陕西西安）人，曾官至中书令，晚年被贬至玉山，673年病逝后即葬于此地。
阎立本墓长30余米，宽20余米，占地面积近700平方米。墓前青石墓碑高2米，宽1米，圆弧顶。中刻有“大唐相国本寺檀越立本阎公之墓”，左刻“大清乾隆十五年冬月吉日住普宁寺沙门心田同本寺大众重立石。”

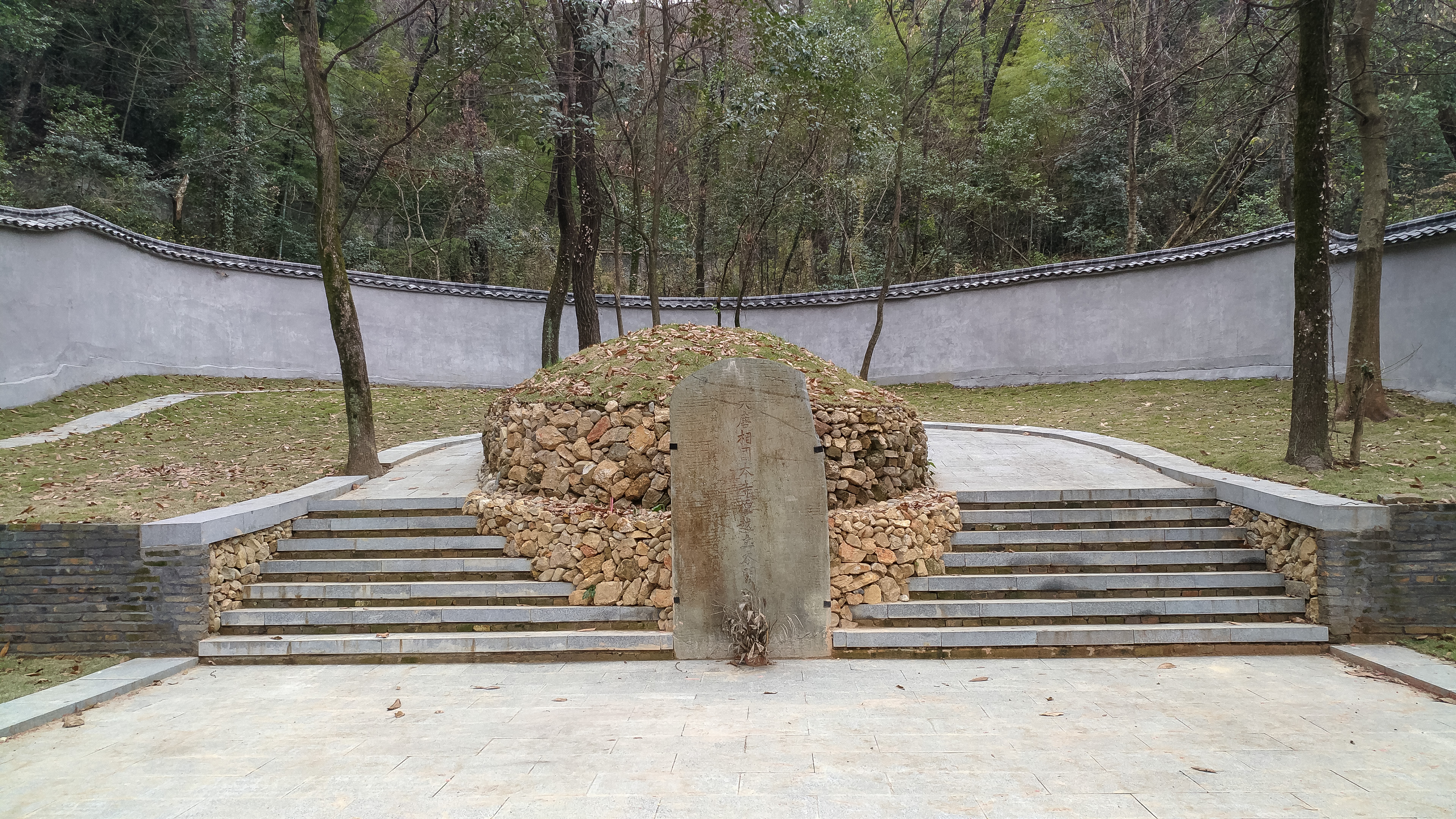
玉山阎立本墓